# Механіка гірських порід
Механіка гірських порід (гірнича геомеханіка) — теоретична і прикладна наукова дисципліна, розділ фізики гірських порід та геомеханіки, що вивчає механічні властивості масивів гірських порід і механічні процеси, що відбуваються в них під час гірничих робіт, напружено-деформований стан масиву гірських порід при розробці родовищ корисних копалин і проведенні виробок різноманітного призначення та фізико-механічні властивості гірських порід й масивів з урахуванням твердої, рідкої і газоподібної фази та природного напруженого стану для створення доцільних методів руйнування гірських порід, управління гірським тиском і зрушенням, а також стійкістю оголень поверхонь. Сформувалася в наукову дисципліну у XIX ст.

## Загальна характеристика
Науковий апарат механіки гірських порід застосовується при проектуванні підземних споруд і для контролю їх стану, обґрунтуванні технології розробки родовищ. Механіка гірських порід є однією з основоположних наук про Землю. При вирішенні прикладних задач механіки гірських порід широко використовуються методи механіки суцільних середовищ, гідродинаміки, фізики твердого тіла, теорії ймовірностей, та ін. в тісному зв'язку із геологією та інженерною геологією, геофізикою, будівельною механікою; має зв'язок з іншими гірничими науками. Одна з важливих задач механіки гірських порід — інженерна класифікація гірських порід за механічними й гірничо-технічними характеристиками і розробка способів та засобів випробування гірських порід з метою визначення цих характеристик в лабораторних й натурних умовах.
Для вирішення завдань гірничої геомеханіки використовуються натурні спостереження та інструментальні вимірювання напружень, деформацій, зсувів гірських порід, моделювання, аналітичні методи.
Перспективні напрямки розвитку гірничої геомеханіки пов'язані з вивченням механізму поведінки гірських порід на великих глибинах, створенням безшахтних та безлюдних процесів видобутку корисних копалин, впливів на масиви гірських порід динамічних навантажень (вибухів, землетрусів тощо), прогнозування освоєння надр Місяця, астероїдів, планет Сонячної системи.
В Україні основні дослідження з гірничої геомеханіки проводяться в Інституті геотехнічної механіки НАНУ та в Інституті фізики гірничих процесів НАНУ.
Із розвитком технологій область застосування механіки гірських порід швидко розширюється. Дослідження і освоєння космічного простору, прогнозування землетрусів, геотехнологічні способи розробки корисних копалин, підземне зберігання відходів виробництва, рідких і газоподібних палив та інші проблеми вимагають поглибленого дослідження властивостей гірських порід і масивів.
Значну роль у розвитку механіки гірських порід відіграли праці К. фон Терцагі, Б. І. Бокія, О. М. Динника, М. М. Протодьяконова, Д. С. Ростовцева, В. Д. Слєсарєва, О. М. Тєрпігорєва, П. М. Цимбаревича (який, власне, й ввів термін «механіка гірських порід» у 1934 р.). Проблемами механіки гірських порід займались такі відомі російські та українські вчені, як В. В. Виноградов, В. Т. Глушко, Ж. С. Єржанов, А. А. Борисов, І. В. Баклашов, Б. А. Картозія, А. Лабасс, Г. Г. Литвинський, К. В. Руппенейт, Ю. З. Заславський, А. М. Зорін, А. Н. Ставрогін, І. Л. Черняк, Б. М. Усаченко.